# Бели вир
Бели вир е село в Южна България. То се намира в община Черноочене, област Кърджали, на 18 km северно от Кърджали.

## География
Село Бели вир се намира в района на Източните Родопи.

## История
Селото е основано през 1650 година. Намира се на 16 км от град Кърджали.

## Население
Численост и дял на етническите групи според преброяването на населението през 2011 г.:
|                     | Численост | Дял (в %) |
| Общо                | 382       | 100,00    |
| Българи             | 0         | 0,00      |
| Турци               | 380       | 99,47     |
| Цигани              | 0         | 0,00      |
| Други               | 0         | 0,00      |
| Не се самоопределят | 0         | 0,00      |
| Неотговорили        | 0         | 0,00      |

## Други
В Бели вир се намира една от най-старите джамии в България. Построена е през 1677 година, реконструирана е през 2008 година.